# Александра Нинковић Ташић
Александра Нинковић Ташић (Београд, 3. мај 1978) српски је публициста, председник Образовно-истраживачког друштва Михајло Пупин и мултикултурални је амбасадор Унеско клуба Универзитета Сорбона. Најважнија њена вишегодишња активност је рад на прикупљању архивског материјала који се односи на живот и дело Михајла Пупина у читавом свету. Преко 30.000 докумената, од којих су многа по први пут доступна јавности, чине највећу архиву посвећену Михајлу Пупину, а она је извориште активности које имају за циљ афирмацију и чување Пупиновог дела, али и историје српске науке.

## Реализовани пројекти
Аутор је Пупин меморијалног пројекта у земљи и региону у оквиру кога је поставила први виртуелни музеј који представља једно научно и културно наслеђе у свету- Пупинов виртуелни музеј. Аутор је шест изложби, организатор је више стотина предавања и трибина у читавој Србији, али и Црној Гори, Републици Српској, Хрватској, Швајцарској и Мађарској.
Аутор је велике изложбе и монографије о Пупину - Од физичке ка духовној реалности, која је у Историјском музеју Србије оборила два рекорда - онај о дужини трајања поставке, али и о посећености, са преко 200.000 посетилаца. Приредила је у сарадњи са САНУ и Матицом српском два издања Пупинове аутобиографије.
Аутор је изложбe „Жене у Првом светском рату” у Галерији науке и технике Српске академије наука и уметности новембра 2014. године. Поставка је настала као део обележавања стогодишњице почетка Великог рата. Изложба је после Београда организована и у другим српским градовима: Лозници, Шапцу.

## Награде и признања
Добитник је, због доприноса јачању Пупиновог наслеђа и историје српске науке :
- Награда града Београда
- Валтровићева награда
- Специјално признање Уједињених нација
- Награда за допринос култури општине Ковачица
- Признање Културни образац за посвећени рад на корист наше културе, Министарства културе и информисања
- Награда Теслиног друштва у Америци
- Проглашена је Витезом српске културе[9] и за личност године 2016.[10]